# John Harrison (director de cinema)
John S. Harrison Jr. (nascut el 1948) és un cineasta, músic i compositor estatunidenc més conegut per les seves col·laboracions amb el director George A. Romero i per escriure i dirigir l'adaptació de la minisèrie de Dune.

## Primers anys i carrera professional
Harrison va néixer i es va criar a Pittsburgh, Pensilvània. Es va graduar a l'Emerson College de Boston amb un BS en Arts Escèniques i és llicenciat en MFA de l’Escola Dramàtica de la Universitat Carnegie Mellon. Durant diversos anys després d'això, va actuar a la carretera amb la seva banda Homebrew abans de tornar a Pittsburgh per cursar un màster en cinema i televisió a la Universitat Carnegie Mellon. Al mateix temps, es va unir al guitarrista de blues Roy Buchanan, amb qui va fer una gira pels Estats Units i internacionalment durant quatre anys. També va aparèixer en diversos àlbums de Buchanan, com ara That's What I'm Here For (1974), Live Stock (1975) i A Street Called Straight (1976).
El 1973, Harrison i els seus amics, Dusty Nelson i Pasquale Buba, van formar una companyia de producció cinematogràfica que finalment va anomenar The Image Works per produir anuncis i industrials a l'àrea de Pittsburgh. Aquesta associació finalment va portar a la producció de la pel·lícula Effects (1980), en la que Harrison va produir i interpretarel personatge Lacey Bickle. El 1974, Harrison va començar una llarga col·laboració i amistat amb el cineasta George A. Romero. Harrison va actuar com a Sir Pelinore a Els cavallers de la moto de Romero, després es va convertir en el seu primer assistent de direcció per a les pel·lícules de Romero Creepshow (1982) i El dia dels morts (1985).
Harrison també va compondre les partitures de Creepshow i El dia dels morts (1985). També va interpretar el "Screwdriver Zombie" al clàssic de Romero El despertar dels zombis (1978). La música que es va compondre per a la partitura de Creepshow també va aparèixer al tràiler fals de Thanksgiving a la pel·lícula Grindhouse (2007), i a l’episodi de South Park "Tegridy Farms Halloween Special" (2019). La música de la partitura Day of the Dead de Harrison també es va presentar a l'estrena de la temporada 3 de Stranger Things, "Suzie, Do You Copy" (2019).
Després de Creepshow, Harrison es va traslladar a Los Angeles per continuar la seva carrera d'escriptor i director. Va escriure, dirigir i compondre la música de diversos episodis del programa de televisió Tales from the Darkside. Després va ser seleccionat pel productor Richard P. Rubinstein per dirigir Tales from the Darkside: The Movie (1990) per a Paramount, que va guanyar el Grand Prix del Festival a Avoriaz, França (1991). La col·laboració de Harrison amb Rubinstein va culminar amb la minisèrie de televisió guanyadora d'un Emmy, Frank Herbert's Dune (2000), que Harrison va escriure i dirigir, i Frank Herbert's Children of Dune (2003), que Harrison va escriure i va ser productor executiu.
L'any 2001, Harrison va rebre un crèdit de co-escriptura de cançons, per a la cançó de Gorillaz "M1 A1", de l'àlbum Gorillaz, que mostra música (al costat de amb diàleg), de la pel·lícula Day of the Dead. Gorillaz va utilitzar mostres de la mateixa pel·lícula per a una altra cançó, "Hip Albatross", una cara B del èxit internacional "19-2000".
El 2006, Harrison es va reunir amb el mentor Romero per coproduir la pel·lícula de Romero Diary of the Dead (2007). El seu thriller de suspens d'acció Blank Slate per al productor Dean Devlin, que Harrison va escriure i va dirigir, es va emetre com a minisèrie de vint episodis a TNT a la tardor de 2008. El 2009, Harrison va completar la seva adaptació de l'aclamat novel·lista de terror Clive Barker Book of Blood, que Harrison va coescriure i dirigir.
La seva minisèrie de thriller paranormal Residue (2015), que va crear i escriure, es va estrenar a Netflix l'abril de 2015.
Harrison ha escrit i dirigit episodis de Creepshow a Shudder.

## Filmografia

### Pel·lícules
| Any  | Títol                                            | Director | Escriptor | Productor | Compositor | Notes                            |
| ---- | ------------------------------------------------ | -------- | --------- | --------- | ---------- | -------------------------------- |
| 1982 | Creepshow                                        |          |           |           | Sí         | També primer ajudant de director |
| 1985 | El dia dels morts                                |          |           |           | Sí         | També primer ajudant de director |
| 1987 | Night Rose: Akhbar’s Daughter                    | Sí       | Sí        |           | Sí         | Fet per televisió                |
| 1988 | Scary Tales: Night Elevator                      | Sí       | Sí        |           | Sí         | Fet per televisió                |
| 1990 | Tales from the Darkside: The Movie               | Sí       |           |           | Sí         | Composed segment "Lover's Vow"   |
| 1990 | Memories of Murder                               |          | Sí        |           |            | Fet per TV                       |
| 1995 | Donor Unknown                                    | Sí       | Sí        |           |            | Fet per televisió                |
| 1996 | The Assassination File                           | Sí       |           |           |            | Fet per televisió                |
| 2000 | Dinosaur                                         |          | Sí        |           |            |                                  |
| 2005 | Supernova                                        | Sí       |           |           |            | Fet per televisió                |
| 2005 | Painkiller Jane                                  |          | Sí        | Executive |            | Fet per televisió                |
| 2005 | Effects                                          |          |           | Executive | Sí         | Fet per DVD (filmat el 1978)     |
| 2005 | After Effects: Memories of Pittsburgh Filmmaking |          |           | Sí        |            | Documental fet per DVD           |
| 2007 | Diary of the Dead                                |          |           | Executive |            |                                  |
| 2008 | Blank Slate                                      | Sí       | Sí        |           |            | Fet per televisió                |
| 2009 | Book of Blood                                    | Sí       | Sí        |           |            |                                  |
| 2015 | Residue                                          |          | Sí        | Executive |            |                                  |
| 2021 | Dune                                             |          |           | Executive |            |                                  |

| Any  | Títol                    | Paper              | Notes                                  |
| ---- | ------------------------ | ------------------ | -------------------------------------- |
| 1978 | El despertar dels zombis | Screwdriver Zombie | No acreditat                           |
| 1981 | Els cavallers de la moto | Pellinore          |                                        |
| 1988 | Jack's Back              | Chooch             |                                        |
| 2005 | Effects                  | Lacey Bickel       | Pel·lícula per vídeo (filmada el 1978) |
| 2008 | Blank Slate              | Thomas Hale        | Telefilm                               |

### Sèries de televisió
| Any       | Títol                            | Director | Guionista | Productor   | Compositor | Notes                                                            |
| --------- | -------------------------------- | -------- | --------- | ----------- | ---------- | ---------------------------------------------------------------- |
| 1984-1987 | Tales from the Darkside          | Sí       | Sí        |             | Sí         | Dirigí 8 episodis / escriu 5 episodis / compon en 4 episodis     |
| 1988      | Monsters                         |          | Sí        |             |            | episodi "The Legacy"                                             |
| 1991-1996 | Tales from the Crypt             | Sí       | Sí        |             |            | Dirigí 2 episodis / escriu 3 episodis                            |
| 1992      | Nightmare Cafe                   | Sí       |           |             |            | episodi "The Heart of the Mystery"                               |
| 1995      | Earth 2                          | Sí       | Sí        |             |            | Dirigí 3 episodis / escriu episodi "Survival of the Fittest"     |
| 1996      | Profiler                         | Sí       |           |             |            | episodi "I'll Be Watching You"                                   |
| 1996      | Kindred: The Embraced            | Sí       |           |             |            | episodi "Nightstalker"                                           |
| 2000      | Frank Herbert's Dune             | Sí       | Sí        |             |            | Minisèrie de televisió (3 episodis)                              |
| 2003      | Frank Herbert's Children of Dune |          | Sí        | Co-Producer |            | Minisèrie de televisió (3 episodis)                              |
| 2009      | Mental                           | Sí       |           |             |            | episodi "Bad Moon Rising"                                        |
| 2010-2012 | Leverage                         | Sí       |           |             |            | 5 episodis                                                       |
| 2015      | The Librarians                   | Sí       |           |             |            | episodi "And the Heart of Darkness"                              |
| 2017-2018 | Superstition                     | Sí       |           |             |            | 2 episodis                                                       |
| 2019-2021 | Creepshow                        | Sí       | Sí        |             |            | Dirigeis 4 segments (escriu segment "Lydia Layne's Better Half") |

## Banda sonora
- Effects – LaLa Land Records (LLLCD1040), Los Angeles
- Creepshow – LaLa Land Records (LLLCD1007), Los Angeles
- Day of the Dead – Taurus Entertainment/Numenorean Music, Los Angeles
- Tales from the Darkside: The Movie – GNP Crescendo (GNPD 8021), Los Angeles
- Creepshow – Waxwork Records LP, New Orleans
- Day of the Dead – Waxwork Records LP, New Orleans
- Tales from the Darkside: The Movie – Waxwork Records LP, New Orleans

## Llibres
- Carson, Phil. Roy Buchanan, American Axe (San Francisco: Backbeat Books 2001)
- Larson, Randall D. Musique Fantastique (London: The Scarecrow Press 1985)
- Gagne, Paul R. The Zombies That Ate Pittsburgh: the Films of George A. Romero  (New York: Dodd, Mead 1987)
- Newman, Kim. Nightmare Movies: A Critical History of the Horror Film 1968–1988 (1988)
- Harrison, John. Destiny Gardens, A Novel (Los Angeles: House Bean Boy 2013)
- Fischera, J. Blake. Scored to Death 2; More Conversations With Some of Horror's Greatest Composers (Los Angeles: Silman-James Press 2020)

## Refències
1. 1 2  Wertheimer, Ron. «TELEVISION REVIEW; For the Spice of Life, Literally». The New York Times, 02-12-2000.
2. 1 2 3  «John Harrison». Heinz College. [Consulta: 26 juny 2021].
3. ↑  Alexander, Chris. «John Harrison on Effects and George A. Romero». comingsoon.net, 09-08-2017. [Consulta: 26 juny 2021].
4. ↑  «EFFECTS (DVD)». Film Threat, 22-11-2005. [Consulta: 26 juny 2021].
5. ↑  Williams, Tony. The Cinema of George A. Romero: Knight of the Living Dead.  Columbia University Press, 2015, p. 274–275. ISBN 9780231850759.
6. 1 2  Szpirglas, Jeff. «Interview: Getting Creeped Out With John Harrison». Rue Morgue, 01-10-2019. [Consulta: 26 juny 2021].
7. ↑  Karr, Lee. «Interview with John Harrison, Executive Producer of Diary of the Dead». Homepage of the Dead, 28-02-2008. [Consulta: 26 juny 2021].
8. ↑  Miller, Liz Shannon. «How to Sell a TV Show to Netflix». IndieWire, 01-04-2015.